# Aki Sora
Aki Sora (あきそら, lit. Cielo de Otoño) es un manga erótico escrito e ilustrado por el mangaka Masahiro Itosugi. ue publicado desde septiembre de 2008 a abril de 2011 en la revista Champion Red Ichigo de la editorial Akita Shoten.
Una adaptación al anime en formato OVA fue lanzado con el tercer volumen del manga el 17 de diciembre de 2009. Una nueva serie de dos episodios OVAs, llamada Aki Sora "Yume no Naka" (あきそら~夢の中) fueron publicadas entre julio y noviembre de 2010.

## Argumento
La historia gira alrededor de Aki y Sora Aoi, una pareja de hermanos que han compartido un vínculo íntimo desde la infancia. Al crecer, ambos se han dado cuenta de la verdadera profundidad del afecto que sienten el uno por el otro, consumando su amor en secreto.
Viven con su hermana gemela menor, Nami Aoi. Ella encuentra extraña la estrecha relación entre Aki y Sora, es por eso que durante algún tiempo intenta establecer una relación entre Sora y su mejor amiga, Kana Sumiya. A pesar de que Nami pretende una relación entre Sora y Kana, ella tiene un profundo interés romántico en su amiga.

## Personajes

### Protagonistas
Sora Aoi (葵ソラ Aoi Sora?)
Seiyū: Aya Saotome (drama CD), Sayaka Kinoshita (OVA 1), Kumo Shiroi (Yume no Naka)
Es el protagonista del manga. Cursa el colegio igual que su hermana mayor y su hermana gemela, Aki y Nami. A diferencia de ellas, es bueno en la cocina y en las tareas domésticas. Tiene un aspecto delicado y muy afeminado lo que le convierte en víctima de los fetiches de su hermana. Su tía también se fija en él aunque sea una persona tímida, que además le obliga a vestirse de mujer mientras lo acosa sexualmente. Es muy malo bebiendo alcohol, ya que cae inconsciente al beber aunque sea un poco. Está profundamente enamorado de Aki, y no se resiste a la segunda vez que intenta tener sexo con él, pero él mismo pone en duda a veces si su tabú incestuoso debe continuar, ya que no tienen futuro en una relación. Es increíblemente atractivo y tuvo relaciones sexuales con otras personas, tales como Kana, Runa y Nami, pero solo en el manga con Natsumi, Hitomi, Alice, entre otras. En el capítulo 15, después de que Aki salió de casa, él y Nami mantuvieron relaciones. Cuando Nami besó a Sora, recordó su beso con Kana, lo que hizo llorar a Nami.
Aki Aoi (葵アキ Aoi Aki?)
Seiyū: Uchino Pochi (CD Drama), Shiho Kawaragi (OVA 1), Kōri Natsuno (Yume no Naka)
Es la hermana mayor de Sora. Es atractiva, atlética e inteligente, y está considerada como una estudiante modelo en la escuela además de ser muy popular. Sin embargo, en casa, ella no tiene talentos culinarios y no mantiene ni su propio cuarto limpio. Está profundamente enamorada de Sora (su hermano). A diferencia del resto de su familia, quienes tienen el pelo rubio, Aki lo tiene castaño. Su primer intento de tener relaciones sexuales con Sora fue en la ducha, cuando lo sedujo físicamente contra su voluntad, sin embargo no tuvo éxito, pues Sora se avergonzó. Finalmente, en su segundo intento, tiene éxito, después de que ella le confesó su amor hacia él. Después de eso, se han involucrado en relaciones sexuales varias veces, incluso en lugares públicos, como en la bodega del gimnasio, y encima de una rueda de la fortuna. En esos momentos, ella no quiere que le llame "nee-chan" (hermana), pero a Sora le apena llamarla por su nombre. Ella parece saber que Sora ha tenido relaciones sexuales con otras mujeres aparte de ella. Debido a su relación, los puntajes de Sora en el colegio fueron disminuyendo, por lo que Aki se negó a tener relaciones sexuales con él hasta que sus calificaciones mejoren. Incluso lloró al darse cuenta de que ella era la causa, lo que demuestra cuanto lo quiere.
Nami Aoi (葵アキ Aoi Nami?)
Seiyū: Hare Kawasaki (CD Drama), Kana Ueda (OVA 1), Hiromi Igarashi (Yume no Naka)
Es la hermana gemela menor de Sora. Debido a que se parece mucho a él, Nami se ata el pelo en trenzas, aunque su pelo es ligeramente más largo que el de Sora. A pesar de que ellos se parecen, sus personalidades son totalmente opuestas. A diferencia del tranquilo y calmado Sora, Nami es una chica poco femenina que tiene una actitud fuerte y tenaz. A menudo fuerza a Sora a disfrazarse para su propia diversión. Al igual que Sora, Nami no es buena bebiendo alcohol. Está secretamente enamorada de Kana. A pesar de ello, está intentando juntar a Kana y Sora. Sin embargo, después de ver a su hermano y Kana juntos, piensa que la única razón por la que Kana prefiere a su hermano es porque él tiene un pene. Entonces le dio una cachetada, y trató de cortarle el pene a Sora con un par de tijeras, al sentirse traicionada, pero no pudo hacerlo. En cambio, violó a su hermano, mientras fantaseaba con Kana. Después amenazó a Sora, ya que si se atrevía a decirle a alguien sobre lo que pasó, realmente le iba a cortar el pene. En el capítulo 15, Nami y Sora también tienen sexo. Sin embargo, al besarle, Sora pensaba en Kana, lo que hizo entristecer a Nami. A pesar de ello, parece continuar las relaciones con su hermano.

### Secundarios
Kana Sumiya (澄弥 可奈 Sumiya Kana?)
Seiyū: Desconocido (CD Drama), Tae Okajima (OVA 1), Nazuna Gogyō (Yume no Naka)
Kana es una compañera de clases de Sora y la mejor amiga de Nami. Ella y Nami son los únicos miembros del Club de Cosplay. Está enamorada de Sora, pero es muy tímida para confesarlo y no se da cuenta de que Nami la quiere como más que una amiga. Después de una cita con Sora, ella lo besó y lo masturbó con sus senos, y pasados unos días, ella pierde su virginidad con él. Incluso, ella, Sora y Nami formaron un trío, en donde los sentimientos de amor entre Kana y Nami son revelados. En el manga, su cabello es de color azul, mientras que en las OVAS es gris oscuro. Su padre es un fotógrafo profesional y su madre es diseñadora de modas.
Madre de la familia Aoi (falsa)
Seiyū: Desconocido (CD Drama), Hana Aoyama (Yume no Naka)
La madre sin nombre de la familia Aoi, quien es en realidad, la hermana gemela de la madre de Sora, Aki y Nami (su tía materna), y desde que su hermana falleció en un accidente de tránsito hace diez años, asumió el papel de madre, pero no les dijo esto a Sora y Nami, pues Aki ya sabe. Todos los días se pregunta si debería seguir con el secreto de la madre falsa. Es un poco irresponsable, pues le da de beber sake a Nami, cuando claramente es menor de edad. Incluso, se procuró una cicatriz a sí misma en su brazo con el fin de imitar la que su difunta hermana tenía. En el manga, ella tiene el pelo rubio, pero en la segunda ova, lo tiene castaño...
Madre de la familia Aoi (real)
La madre real sin nombre de la familia Aoi, que murió hace diez años atropellada por un coche. Su papel como madre lo asumió su hermana. En el capítulo 30, Aki y Sora visitan su tumba.
Padre de la familia Aoi
El padre de la familia Aoi. Tiene el pelo oscuro como Aki y abandonó a sus hijos cuando estos eran muy pequeños y por eso Sora y Nami no quieren saber nada de él. Obliga a Aki a irse a vivir con él cuando los atrapó a ella y a Sora teniendo sexo. Se revela que las madres de los niños Aoi (la real y la falsa) son sus hermanas y los abandonó porque la gente no lo acepta. Muere en un hospital a causa de una enfermedad desconocida.
Runa Satsuki ( 咲月ルナ Satsuki Runa?)
Seiyū: Soyogi Tono (CD Drama), Ema Kogure (CD Drama)
Runa va en la misma escuela de Sora y vive en su mismo complejo de apartamentos. Después de que se vio obligada a irse a casa en traje de baño, ha sido una exhibicionista. Erróneamente, piensa que Sora encuentra excitante el travestismo. Luego de conocerlo, lo obliga a masturbarse para ella masturbarse también. Más tarde, ella lo invita a una orgía en casa de su amiga Hitomi, en donde pierde su virginidad y mientras le pide a Sora que la vea, aunque después de eso ella no regresó. Se desconoce si ella tiene sentimientos por Sora. En otoño, regresa como modelo para el Club de Arte. Personaje del manga.
Alice Himekawa
Alice Himekawa ( 姫川ありす Himekawa Arisu?)
Seiyū: Mutsuki Tsuyuko (CD Drama)
Ella es la novia de Miharu Mihara, el mejor amigo de Sora. Presidenta del Consejo Estudiantil de la escuela y rival autoproclamada de Aki, aunque ella piense que son amigas, lo que irrita a Alice. Miharu le pidió a Sora tener sexo con ella, y ella aceptó a pesar de saber que Sora es el hermano de Aki. Personaje del manga.
Yuna Asana (朝菜ユウナ Asana Yuna?)
Seiyū: Sakura Ichinomiya (CD Drama)
Es la presidenta del Club de Arte de la escuela. Accedió a que Runa fuese su modelo de desnudos, pero al darse cuenta de que los chicos la miran con ojos pervertidos, se enojó. Más tarde, Runa la alienta a tener relaciones sexuales con Sora, para perder su vergüenza a los hombres desnudos. Personaje del manga.
Miharu Mihara (美原みはる Mihara Miharu?)
Seiyū: Desconocido (CD Drama)
Miharu es el amigo de la infancia de Sora y vivía en su mismo complejo de apartamentos. Es más joven que Sora y él se dirige a Miharu como "Mi-chan". Tiene un aspecto afeminado similar al de Sora, pero a él le gusta travestirse. Le pidió a Sora que tuviera sexo con su novia, Alice, porque él tiene ED. Cuando ve a ambos tener sexo, logra tener una erección, la cual no duró mucho. Por lo mismo, pidió a Sora cuidar de Alice. Personaje del manga.
Hitomi Tomozaki (友崎ひとみ Tomozaki Hitomi?)
Seiyū: Yuzuki Kaname (CD Drama)
Hitomi es una amiga de Runa. Ella organiza las orgías a las que Runa asiste y fue la primera en tener sexo con Sora en la fiesta y su novio tomó la virginidad de Runa. Después de esto, invitó a Runa muchas otras veces, pero ella no volvió. Personaje del manga.
Natsumi Nosaka (野坂なつみ Nosaka Natsumi?)
Seiyū: Desconocido (CD Drama)
Es una compañera de clases de Sora. Asistió a la fiesta que Hitomi tenía y fue una de las tantas que tuvo sexo con Sora. Él tuvo problemas para recordarla en la fiesta. Personaje del manga.
Ria Sumiya (澄弥理亜 Sumiya Ria?)
La hermana menor de Kana, que apareció en el Capítulo 21 del manga, para fotografiar a Kana y Sora como modelos en una Iglesia. Ella espera que ambos se casen, para que Nami pueda ser su hermana mayor.
Saika Kuramochi (倉持 才加 Kuramochi Saika?)
Aparece en el capítulo 28. Alumna de la escuela a la que mandaron a Aki. Ella recibió a Sora y lo engaño para tener sexo con él, porque había una gran "sequía de hombres". Dice ser compañera de cuarto de Aki.
Padre de la Familia Sumiya
Padre de Kana y Ria. Es un fotógrafo profesional. Aparece en el capítulo 21 para fotografiar a Kana y a Sora vestidos con traje de novios.

## Lista de capítulos
Volumen 1:
- Capítulo 1: Aki y Sora
- Capítulo 2: Los dos Soras
- Capítulo 3: Las escondidas
- Capítulo 4: Una verdadera aventura
- Capítulo 4.5: A algunos les gusta caliente

Volumen 2:
- Capítulo 5: Bienvenido a casa
- Capítulo 6: Los amantes del domingo
- Capítulo 7: Ese sentimiento que quiero expresar, ese sentimiento que nunca podré alcanzar
- Capítulo 8: Esa cosa odiosa que no puede cumplirse
- Capítulo 9: Cuando la lluvia cesa

Volumen 3:
- Capítulo 10: Amantes de medio tiempo
- Capítulo 11: Pintura y traje de baño
- Capítulo 12: Hilo rojo
- Capítulo 13: El secreto de Alice
- Capítulo 14: Lección privada
- Capítulo 15: El secreto de los gemelos

Volumen 4:
- Capítulo 16: Kana y Sora
- Capítulo 17: Madre
- Capítulo 18: La Princesa y el Héroe
- Capítulo 19: Algún lugar más allá
- Capítulo 20: Después de la clase de dibujo

Volumen 5:
- Capítulo 21: Dios está viendo
- Capítulo 22: La pareja ideal
- Capítulo 23: El desnudo y las bellas artes
- Capítulo 24: Revelaciones
- Capítulo 25: Sentimientos que se transmiten

Volumen 6:
- Capítulo 26: Tiempo de familia
- Capítulo 27: Luego de alejarme de ti
- Capítulo 28: Quería verte
- Capítulo 29: Hermana y hermano
- Capítulo 30 (fin): Aki no Sora

(juego de palabras utilizando los nombres de los protagonistas que podría traducirse como "Sora de Aki" o "El cielo de Otoño")

## Anime OVA
| Nombre                  | Fecha de lanzamiento    | Resumen |
| ----------------------- | ----------------------- | --- |
| Aki Sora                | 17 de diciembre de 2009 | Sora empezaba a estar nervioso frente a su hermana mayor Aki, ya que había comenzado a tener pensamientos lascivos hacia ella. Mientras tomaban un baño juntos, Aki se acercó a Sora, y le masturbó, luego él escapa confundido. Al día siguiente, Sora no puede ver a los ojos a Aki y sale corriendo, en su afán por esconderse queda encerrado en un almacén. Aki finalmente lo encuentra y los dos se besan, para luego regresar a casa y tener relaciones. |
| Aki Sora Yume no Naka 1 | 30 de julio de 2010     | Sora sigue teniendo relaciones con Aki, pero su hermana menor, Nami, se da cuenta de que algo raro está pasando entre ellos e intenta parar esto, tratando de juntar a Sora con su mejor amiga Kana, aunque Nami la ama. |
| Aki Sora Yume no Naka 2 | 17 de noviembre de 2010 | Sora sigue sus relaciones con Aki, pero esta vez tiene una cita con Kana que termina confensándole todo lo que siente por el y lo masturba con sus senos. Nami, sintiéndose mal, intenta cortarle el pene pero luego termina violando a su hermano. Al otro día, ambos actúan como si nada hubiera pasado. |

## Censura
El 1 de junio de 2011 comenzó a regir en Japón la ley 156 de la metropolitana de Tokio que modifica la ordenanza de "Desarrollo Saludable de los jóvenes", que prohíbe la venta o alquiler de producciones en manga o anime que glorifiquen o exageren injustificadamente actos que dañen la moral publica, como son el Abuso sexual, la violencia extrema o promover el suicidio.
Aparentemente el problema es que desde hace años el gobierno japonés viene enfrentando duras críticas de organismos internacionales como la Unicef, por no restringir la edición de cómics donde aparezcan menores de edad en situaciones sexuales. Gracias a esta ley, queda a decisión del gobierno interpretar los imprecisos parámetros que determinan qué manga es considerado ofensivo o no, cosa que no pasa con las fotografías, el cine o la literatura, ya que la pornografía infantil está prohibida. Los primeros mangas afectados fueron Aki Sora, que fue censurada por mostrar incesto (sexo entre parientes) y otro, conocido por su país, Lovers and Sharing por incluir una violación.